# Richard Bull
Richard Bull (Zion, Illinois, 26 de junio de 1924-Calabasas, California, 3 de febrero de 2014) fue un actor estadounidense de cine, teatro y televisión. Fue conocido por sus interpretaciones de "Doc" en Viaje al fondo del mar y de Nels Oleson en La pequeña casa de la pradera.

## Biografía
Bull nació el 26 de junio de 1924 en Zion, Illinois. Tras años viviendo en Los Ángeles, se trasladó de nuevo a Chicago en 1994 con su esposa Barbara Collentine. En septiembre de 2012, la pareja se trasladó a la Casa del Fondo para Cine y Televisión de Chicago.
Bull cayó en la actuación por accidente. "Nunca me planteé seriamente ser actor. En mi último año de instituto, decidí estudiar música, pero un amigo me sugirió que asistiéramos a la Escuela de Teatro Goodman. En dos semanas el amigo abandonó, pero yo estaba enganchado". Hubo una interrupción de tres años mientras servía como operador de radio para el Cuerpo Aéreo del Ejército, pero cuando fue licenciado en 1946 reanudó sus estudios de interpretación en Goodman.

## Trayectoria
Bull comenzó su carrera teatral en el famoso Goodman Theatre de Chicago. Según él, un papel de dos líneas en La historia más grande jamás contada "le abrió muchas puertas". El director George Stevens quedó impresionado con la forma de expresarse de Bull, y eso "le llevó directamente al papel de un agente del FBI en The Satan Bug, dijo Bull.
Pese a que su trayectoria se forja sobre los escenarios, su presencia posterior fue más destacada en cine y, sobre todo en televisión. El actor entró a la televisión con la serie Perry Mason los años 50. Luego trabajó en Mannix y Misión Imposible en la década de los 60, pero su popularidad comenzó con la serie de televisión Viaje al fondo del mar (1964-1968), en la que interpretó el personaje de Doc.
Sin embargo, el papel que le lanzó a la fama fue el del honesto y sufrido Nels Oleson casado con la insufrible Harriet (Katherine MacGregor) en la popular serie de la cadena NBC La casa de la pradera, conocida en México como Los Pioneros y en Latinoamérica como "La Familia Ingalls". Bull interpretó el personaje durante los nueve años que la serie se mantuvo en pantalla, entre 1974 y 1983, compartiendo créditos con Michael Landon protagonista y productor de la serie.
En 1994 abandonó la ciudad de Los Ángeles para instalarse definitivamente en Chicago  hasta que se retiraron al campus del Fondo Cinematográfico y de la Televisión en 2012.
Bull falleció en la mañana del 3 de febrero de 2014 en el Motion Picture & Television Country House and Hospital de Calabasas, California, a causa de una neumonía, a los 89 años de edad.

## Filmografía (selección)
- Televisión:
  - Fijo:

- Viaje al fondo del mar (1964-1968)
- La casa de la pradera  (1974-1983)

- - Episódico:

- Harrigan and Son (1961)
- The Eleventh Hour (1964)
- Kentucky Jones (1965)
- Mission: Impossible (1966)
- Mannix - (1968-1974)
- Bonanza - (1969-1972)
- The Streets of San Francisco (1973-1974)
- Barnaby Jones  (1973-1976)
- Hill Street Blues - (1985)
- Highway to Heaven - (1985) 
- Designing Women - (1988)

- Cine:

- Witless Protection - (2008)
- The Parallax View - (1974) 
- High Plains Drifter - (1973)
- Executive Action - (1973)
- The Andromeda Strain - (1971)
- The Stalking Moon - (1968)
- Moonfire - (1970)